# انارکلی (فیلم ۲۰۱۵)
انارکلی (انگلیسی: Anarkali) یک فیلم به کارگردانی ساچی محصول سال ۲۰۱۵ است.

## بازیگران
- پریتویراج سوکوماران
- بیجو منون
- کبیر بدی
- پریال گور
- میا جورج
- Suresh Krishna
- آرون
- سودو نایر
- Samskruthy Shenoy
- Anu Shitara
- شیاماپراساد
- ماجور راوی
- عاصم جمال